# Bugulminsky (distrito)
Bugulminsky é um distrito do Tartaristão, uma das repúblicas da Rússia.